# Nioh 2
Nioh 2 (仁王 2? letteralmente "il re benevolo") è un videogioco GDR sviluppato da Team Ninja. Nonostante il nome, il gioco è in realtà un prequel di Nioh.
È stato pubblicato in Giappone il 12 marzo 2020, mentre nel resto del mondo è uscito il 13 marzo 2020 solo per PlayStation 4. In Giappone è stato distribuito da Koei Tecmo Games, mentre in tutto il mondo da Sony Interactive Entertainment. Una versione per PlayStation 5 e Microsoft Windows intitolata Nioh 2: Definitive Edition è stata pubblicata il 21 febbraio 2021 insieme alla versione rimasterizzata del primo capitolo.

## Modalità di gioco
Il giocatore, a differenza del primo capitolo, può creare da zero il proprio personaggio, il quale ha la capacità di trasformarsi in una forma demoniaca in quanto sarebbe uno spirito yōkai. Anche la forma demoniaca è personalizzabile. Dopo la creazione del personaggio, il giocatore deve equipaggiarsi con un'arma a scelta tra katana, doppia katana, ascia, doppie accette, lancia, falcione a scatto, ōdachi, tonfa e kusarigama. Con l'arrivo dei DLC sono stati aggiunti i tekko e il bō. Ciascuna di queste armi aumenta il proprio danno in base alle abilità del personaggio, come ad esempio la katana che aumenta il proprio danno a seconda dell'abilità cuore, che a sua volta aumenta il ki del personaggio. Il ki rappresenta la resistenza fisica del personaggio: quando esaurita bisogna recuperarla col riposo o con un ritmo ki, ossia un movimento ritmico del personaggio.
Il protagonista sale di livello e aumenta le proprie abilità spendendo le amrita, che ottiene sconfiggendo i nemici in giro per il mondo. Oltre alle amrita, il giocatore ottiene anche oro sconfiggendo sia nemici umani che quelli yōkai. Eliminando questi ultimi è probabile ottenere dei nuclei d'anima, che permettono di usare un'abilità specifica di quello yōkai e trasformarsi in esso.
A differenza col primo capitolo, esiste una modalità cooperativa offline. I giocatori possono evocare da una tomba della misericordia l'avatar di un altro giocatore controllato dall'intelligenza artificiale, in modo che lo assista in combattimento. Il gioco include anche una modalità cooperativa online fino a tre giocatori. Sparse per la mappa ci sono inoltre le tombe insanguinate, di colore rosso, che evocano in forma di redivivo ostile l'avatar di un altro giocatore.
La meccanica della morte del giocatore è simile a quella introdotta da demon's souls, per questo motivo Nioh 2 (così come Nioh) possiede elementi del genere souls. Alla morte, il giocatore perde tutte le amrita guadagnate e le lascia sul terreno di gioco nel punto dove è morto. Il giocatore dovrà raggiungere quel punto, peraltro rappresentato da una tomba arancione, e raccogliere quelle amrita. Se fallisce perde i progressi e riparte da zero dal checkpoint. La propria tomba è simbolicamente sorvegliata dal proprio spirito guardiano che il giocatore sceglie all'inizio del gioco.
Completando la trama la prima volta, il giocatore ha la possibilità di rigiocarla in modalità più difficile (altra caratteristica appartenente al genere souls). La modalità più difficile prende il nome di sogno del forte, a differenza della prima modalità che veniva chiamata sogno del samurai. Completando nuovamente la trama, si potrà aumentare ulteriormente la difficoltà a sogno del demone (introdotto col primo DLC), sogno del saggio (introdotto col secondo DLC) e sogno del Nioh (introdotto col terzo DLC). Ad ogni completamento vengono sbloccate nuove meccaniche di gioco che arricchiscono l'esperienza videoludica.

## Trama
Il gioco è un prequel del primo capitolo ed è ambientato dal 1555 al 1616, durante il periodo feudale del Giappone. Nello specifico, la trama attraversa la fine del periodo Muromachi, tutto il periodo Azuchi-momoyama e l'inizio del periodo Edo.
La trama racconta le vicissitudini capitate al protagonista, Toyotomi Hideyoshi, in compagnia di Kinoshita Tōkichirō (che storicamente sono la stessa persona). Durante la trama, il protagonista incontra persone del calibro di Saitō Dōsan, Oda Nobunaga o Hattori Hanzō. La missione finale del gioco vede il protagonista del primo capitolo, William, collaborare con Hideyoshi contro gli yōkai.
Il primo DLC pubblicato, il discepolo del tengu, è ambientato nel 1185 all'inizio del periodo Kamakura. Il protagonista viene trasportato indietro nel tempo e si ritrova nel mezzo della battaglia di Dan-no-ura, battaglia che ha dato inizio al periodo Kamakura. Durante la battaglia incontra Benkei e Minamoto no Yoshitsune coi quali collabora per sconfiggere gli yōkai.
Il secondo DLC, tenebre nella capitale, è ambientato nel 976 in pieno periodo Heian. Anche in questo caso il protagonista viene trasportato indietro nel tempo, fino al momento in cui Heian-kyō, oggi conosciuta come Kyoto, era in fiamme. Durante l'incendio, incontra Minamoto no Yorimitsu, con la quale collabora contro gli yōkai salvando la città.
Il terzo DLC, il primo samurai, è ambientato nel 797 all'inizio del periodo Heian. Il protagonista, teletrasportatosi ancora una volta indietro nel tempo, si ritrova al passo di Suzuka in un villaggio abbandonato. Qui incontra Suzuka, che scoprirà infine essere sua madre. Durante il DLC il protagonista dovrà affrontare nuovamente il boss finale del gioco, Otakemaru, nonché fratello di Suzuka e zio del protagonista.

## Sviluppo
Il gioco è stato annunciato durante la E3 2018 nella conferenza stampa di Sony. L'open beta del gioco è iniziata il 1º novembre 2019, e i giocatori che hanno aiutato a testare il gioco hanno ricevuto un oggetto cosmetico gratis arrivati alla data d'uscita del gioco, il 13 marzo 2020 per PlayStation 4.

## Accoglienza
Nioh 2 ha venduto più di 91mila copie durante la prima settimana di vendite in Giappone, il che l'ha reso il gioco più venduto al dettaglio nel paese. Anche nel Regno Unito è stato il gioco più venduto durante la prima settimana. A dicembre 2020, il gioco ha venduto oltre 1,4 milioni di copie in tutto il mondo.
È stato nominato per la migliore azione ai Game Awards 2020. Sull'aggregatore di recensioni metacritic, Nioh 2 ha ricevuto una valutazione media di 85/100 basata su 91 recensioni critiche.